# 袁佑
袁佑，字杜少，号霁轩，直隶东明人。清朝政治人物。
康熙十一年拔贡生，授内阁中书舍人。由詹事府詹事沈荃、监察御史鞠珣荐举博学鸿儒，试列一等，授翰林院编修，历官中允，康熙三十五年典浙江乡试。著有《霁轩诗钞》、《雪轩集》、《袁杜少诗》等。